# Stethojulis strigiventer
Stethojulis strigiventer es una especie de peces de la familia Labridae en el orden de los Perciformes.

## Morfología
Los machos pueden llegar alcanzar los 15 cm de longitud total.

## Distribución geográfica
Se encuentra desde el África Oriental hasta Algo Bay (Sudáfrica), las Islas Marshall y Tuamotu. También desde Honshu (Japón) hasta Nueva Gales del Sur (Australia ).